# Веселовський Олександр Миколайович
Олександр Миколайович Веселовський (нар. 15 лютого 1838, Москва — 23 жовтня 1906, Санкт-Петербург) — російський філолог, історик літератури. Академік Петербурзької АН (1881).

## Життєпис
Навчався у другій Московській гімназії.
Закінчив словесний факультет Московського університету (1858). З 1859 року здійснював поїздки в Іспанію, Німеччину, Чехію, Італію для наукових досліджень. Викладав у Московському університеті та Вищих жіночих курсах (1872—1889).
У 1899 році його обрали почесним членом Харківського університету. Був членом багатьох наукових товариств, зокрема в Археологічному та Географічному по відділенню етнографії, Московського товариства російської словесності, Товариства Нестора-літописця при Київському університеті та ін.

## Наукова діяльність
Представник порівняльно-історичного методу в літературознавстві. Досліджував слов'янську, візантійську та західноєвропейську літературу різних епох, фольклор та етнографію різних народів, епос. Вивчав також і український епос.
Заснував історію поетики, розкрив розвиток її головних родів — епосу, лірики, драми. Вивчив форми поетичної мови і стилю (епітет, метафора, символ, епічні повтори, психологічний паралелізм).
У своїх працях аргументував, що так звані «русские былины» мають староукраїнське походження, в Україні вони залишилися тільки у вигляді частин, розкладених на прислів'я, загадки, казки тощо.

## Твори
- Веселовский А. Н. Собрание сочинений. Т. 1-6, 8, 16. СПб; М.-Л., 1908—1938 (не завершено).
- Веселовский А. Н. Историческая поэтика. — М.: Высшая школа, 1989. — 408 с. — (Классика литературной науки). ISBN 5-06-000256-X
- Веселовский А. Н. Южнорусские былины. — Сборник Отделения русского языка и словесности АН (Спб.), 1881 г., т. 22, № 2, с. 1 — 78; 1884 г., т. 36, № 3, с. 1 — 411.